# Bohas-Meyriat-Rignat
Bohas-Meyriat-Rignat és un municipi francès situat al departament de l'Ain i a la regió d'Alvèrnia-Roine-Alps. L'any 2007 tenia 805 habitants.

## Demografia

### Població
El 2007 la població de fet de Bohas-Meyriat-Rignat era de 805 persones. Hi havia 337 famílies de les quals 83 eren unipersonals (43 homes vivint sols i 40 dones vivint soles), 103 parelles sense fills, 115 parelles amb fills i 36 famílies monoparentals amb fills.
La població ha evolucionat segons el següent gràfic:
Habitants censats

### Habitatges
El 2007 hi havia 419 habitatges, 337 eren l'habitatge principal de la família, 42 eren segones residències i 40 estaven desocupats. 401 eren cases i 17 eren apartaments. Dels 337 habitatges principals, 276 estaven ocupats pels seus propietaris, 53 estaven llogats i ocupats pels llogaters i 8 estaven cedits a títol gratuït; 2 tenien una cambra, 6 en tenien dues, 43 en tenien tres, 89 en tenien quatre i 197 en tenien cinc o més. 292 habitatges disposaven pel capbaix d'una plaça de pàrquing. A 134 habitatges hi havia un automòbil i a 192 n'hi havia dos o més.

### Piràmide de població
La piràmide de població per edats i sexe el 2009 era:
| Homes | Edats   | Dones |
| ----- | ------- | ----- |
| 0     | 95 o +  | 0     |
| 0     | 90 a 94 | 8     |
| 12    | 85 a 89 | 16    |
| 0     | 80 a 84 | 4     |
| 16    | 75 a 79 | 16    |
| 8     | 70 a 74 | 4     |
| 12    | 65 a 69 | 16    |
| 28    | 60 a 64 | 20    |
| 16    | 55 a 59 | 0     |
| 28    | 50 a 54 | 24    |
| 36    | 45 a 49 | 28    |
| 36    | 40 a 44 | 56    |
| 24    | 35 a 39 | 28    |
| 20    | 30 a 34 | 12    |
| 12    | 25 a 29 | 24    |
| 36    | 20 a 24 | 4     |
| 52    | 15 a 19 | 32    |
| 28    | 10 a 14 | 40    |
| 24    | 5 a 9   | 24    |
| 12    | 0 a 4   | 32    |

## Economia
El 2007 la població en edat de treballar era de 518 persones, 410 eren actives i 108 eren inactives. De les 410 persones actives 391 estaven ocupades (206 homes i 185 dones) i 19 estaven aturades (8 homes i 11 dones). De les 108 persones inactives 47 estaven jubilades, 28 estaven estudiant i 33 estaven classificades com a «altres inactius».

### Ingressos
El 2009 a Bohas-Meyriat-Rignat hi havia 337 unitats fiscals que integraven 811,5 persones, la mediana anual d'ingressos fiscals per persona era de 19.618 €.

### Activitats econòmiques
Dels 22 establiments que hi havia el 2007, 1 era d'una empresa de fabricació d'altres productes industrials, 5 d'empreses de construcció, 6 d'empreses de comerç i reparació d'automòbils, 2 d'empreses de transport, 1 d'una empresa d'hostatgeria i restauració, 1 d'una empresa financera, 2 d'empreses immobiliàries, 3 d'empreses de serveis i 1 d'una entitat de l'administració pública.
Dels 7 establiments de servei als particulars que hi havia el 2009, 1 era un taller de reparació d'automòbils i de material agrícola, 2 guixaires pintors, 1 lampisteria, 1 electricista, 1 empresa de construcció i 1 restaurant.
L'únic establiment comercial que hi havia el 2009 era una joieria.
L'any 2000 a Bohas-Meyriat-Rignat hi havia 20 explotacions agrícoles que ocupaven un total de 690 hectàrees.

## Equipaments sanitaris i escolars
El 2009 hi havia una escola elemental integrada dins d'un grup escolar amb les comunes properes formant una escola dispersa.

## Poblacions més properes
El següent diagrama mostra les poblacions més properes.